# MUSIC HYPER MARKET
『MUSIC HYPER MARKET』（ミュージックハイパーマーケット）は、2001年から2019年までJ-WAVEが制作していたインターネットラジオ番組。

## 概要
番組を制作しているJ-WAVEの地上波およびradikoでは放送を行わず、インターネットで配信していた番組であり、毎週金曜日（開始当初は隔週）に番組内容を更新していたほか、SOUND PLANETや、それを介してJ-WAVEの番組を配信している一部のコミュニティFM局でも、月曜未明（日曜深夜）の1:00 - 2:00に放送していた（コーナーの合間に曲を流すなど、インターネット配信とは一部内容が異なる）。
2019年4月26日に配信した第912回をもって放送終了。 

## 出演者

### ナビゲーター
- 福ノ上達也（初代ナビゲーター、番組開始から1年担当）
- サッシャ（二代目ナビゲーター）

### アシスタント
- Jun Futamata
- 尾崎亜希子

## 主なコーナー
- 投稿の殿堂
- もんもんクイズHYPER